# Ada Palmer
Ada Palmer é uma historiadora e escritora americana, vencedora do Astounding Award for Best New Writer de 2017. Seu primeiro romance, Too Like the Lightning, foi publicado em maio de 2016. Sua obra foi bem recebida pela crítica e foi finalista do Prêmio Hugo de Melhor Romance.

## Infância e educação
Filha do engenheiro de computação Douglas Palmer e da artista Laura Higgins Palmer, Ada cresceu em Annapolis, Maryland, nos Estados Unidos. Após sua graduação no Bryn Mawr College, Ada Palmer obteve um doutorado pela Universidade Harvard.

## Carreira acadêmica
Após uma temporada na Universidade do Texas A&M, Palmer começou a lecionar na Universidade de Chicago.
Como pesquisadora, Palmer estuda e ensina sobre o período renascentista. Ela ministra uma aula sobre o Renascimento Italiano, durante a qual os alunos simulam o conclave de 1492, incluindo reuniões secretas, traições e uma votação final realizada a caráter. Em uma entrevista, Palmer discutiu sua experiência com a turma, sugerindo que os alunos possuem um viés favorável sobre esse período, apesar de possuir partes mais sombrias.
Palmer foi co-autora de The Recovery of Ancient Philosophy in the Renaissance: A Brief Guide, junto de James Hankins em 2008. Seu primeiro livro, Reading Lucretius in the Renaissance, foi publicado em 2014. Palmer sustenta que o poema de Lucretius, "De rerum natura", redescoberto no Renascimento, poderia ser o primeiro documento que oferece uma visão profana do mundo; isto é, a possibilidade de descrever como o universo funciona sem nenhuma influência divina. Essa teoria tem implicações para o desenvolvimento da ciência política, bem como de outras visões de mundo seculares. Palmer e Hankins também argumentam que as idéias de Lucretius influenciaram diretamente Niccolò Machiavelli e o utilitarismo, já que suas teorias o ajudou a criar uma ética de trabalho por si só, sem nenhuma influência divina.

## Obras fictícias

### Terra Ignota
O primeiro romance de Palmer, Too Like the Lightning, o primeiro da série Terra Ignota, foi publicado em 2016 e foi finalista do Prêmio Hugo de 2017. A obra foi descrita como um livro adjacente à racionalidade, um trabalho influenciado tanto por ficção científica quanto por gêneros históricos, fato confirmado pela autora. O romance ganhou o Prêmio Compton Crook de 2017 pelo Melhor Primeiro Romance do Gênero publicado no ano anterior.
Atualmente, a série tem três livros, com uma quarta e última entrada planejada para ser publicada no primeiro semestre de 2021.
1. Too Like the Lightning (2016)
2. Seven Surrenders (2017)
3. The Will to Battle (2017)
4. Perhaps the Stars (2021)